# 拉塞爾·弗萊
拉塞尔·威廉·弗莱（英語：Russell William Fry，1985年1月31日—）是一位美国政治人物和律师，自2023年起代表南卡羅萊納州第七國會選區聯邦眾議員。
共和黨籍，前南卡罗来纳州众议院議員。

## 外部連結
- Congressman Russell Fry official U.S. House website
- Congressman Russell Fry on Tackling the Fentanyl Epidemic Podcast on Breaking Battlegrounds
- Russell Fry for Congress campaign website
- 美國國會國家人物傳記大辭典中的傳記
- 由華盛頓郵報維護的投票記錄
- 智慧投票计划中的傳記、投票紀錄及利益集團評級
- 聯邦選舉委員會中的競選財務報告和數據
- C-SPAN內的頁面（英文）